# Culiseta niveitaeniata
Culiseta niveitaeniata är en tvåvingeart som först beskrevs av Theobald 1907.  Culiseta niveitaeniata ingår i släktet Culiseta och familjen stickmyggor. Inga underarter finns listade i Catalogue of Life.